# Église Sainte-Marie de Lannes
L'église Sainte-Marie est une église catholique, située à Lannes, en France

## Localisation
L'église est située dans le département français de Lot-et-Garonne à Lannes.

## Historique
L'abbé Barrère a écrit qu'au XIe siècle l'église Lannes était possédée injustement par Raymond de Lavarnac.Elle a été rachetée pour 100 sous à Raymond de Lavarnac par Seguin, abbé de Condom. La ville portait le nom latin de Vellanum, traduit en Vieille-Lanne, transformé en Lanne-Vieille. L'église était désignée sous l'appellation : Sanctæ Mariæ ecclesiam, Lanam ab incolis nuncupatamellanum.
L'église a probablement été construite au XIIIe siècle d'après le style des chapiteaux portant des fleurs de lys. Le chœur et la nef ont dû être édifiés en deux campagnes.
Le portail occidental date probablement du XIIIe – XIVe siècle. Il a été réduit au XVe siècle. Le portail sud est protégé par un hangar ou « emban ».
Une chapelle voûtée d'ogives a été construite, du côté de l'Évangile (nord), au XVIe siècle. Les murs ont été surélevés.
Des travaux ont été réalisés en 1875 : nouveau maître-autel, nouvelle sacristie, réfection de toutes les fenêtres.
Le clocher-mur est reconstruit en 1883 par l'architecte Léopold Payen « tel qu'il était primitivement ».
L'église est inscrite au titre des monuments historiques le 7 janvier 1926,.

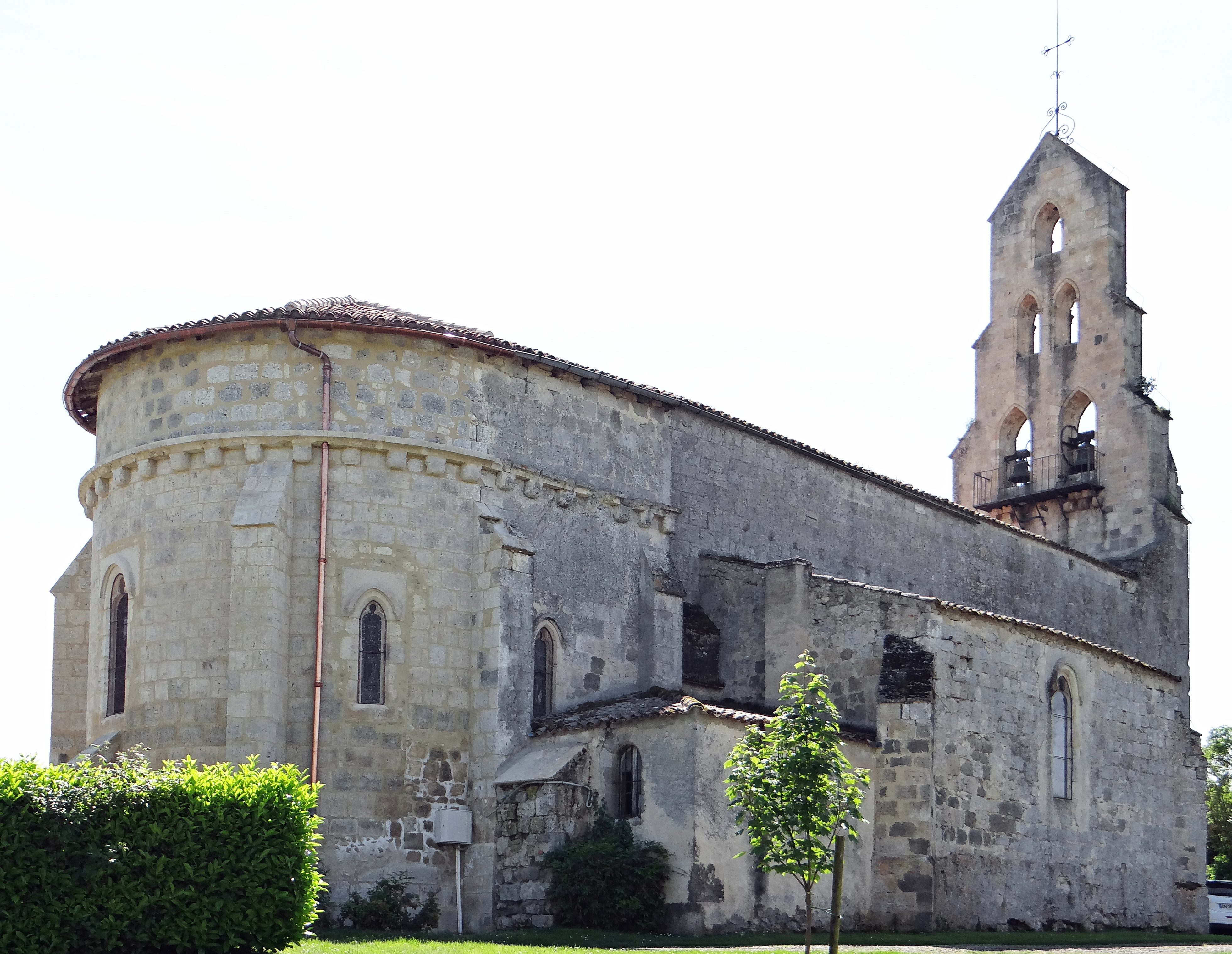
Le côté nord de l'église
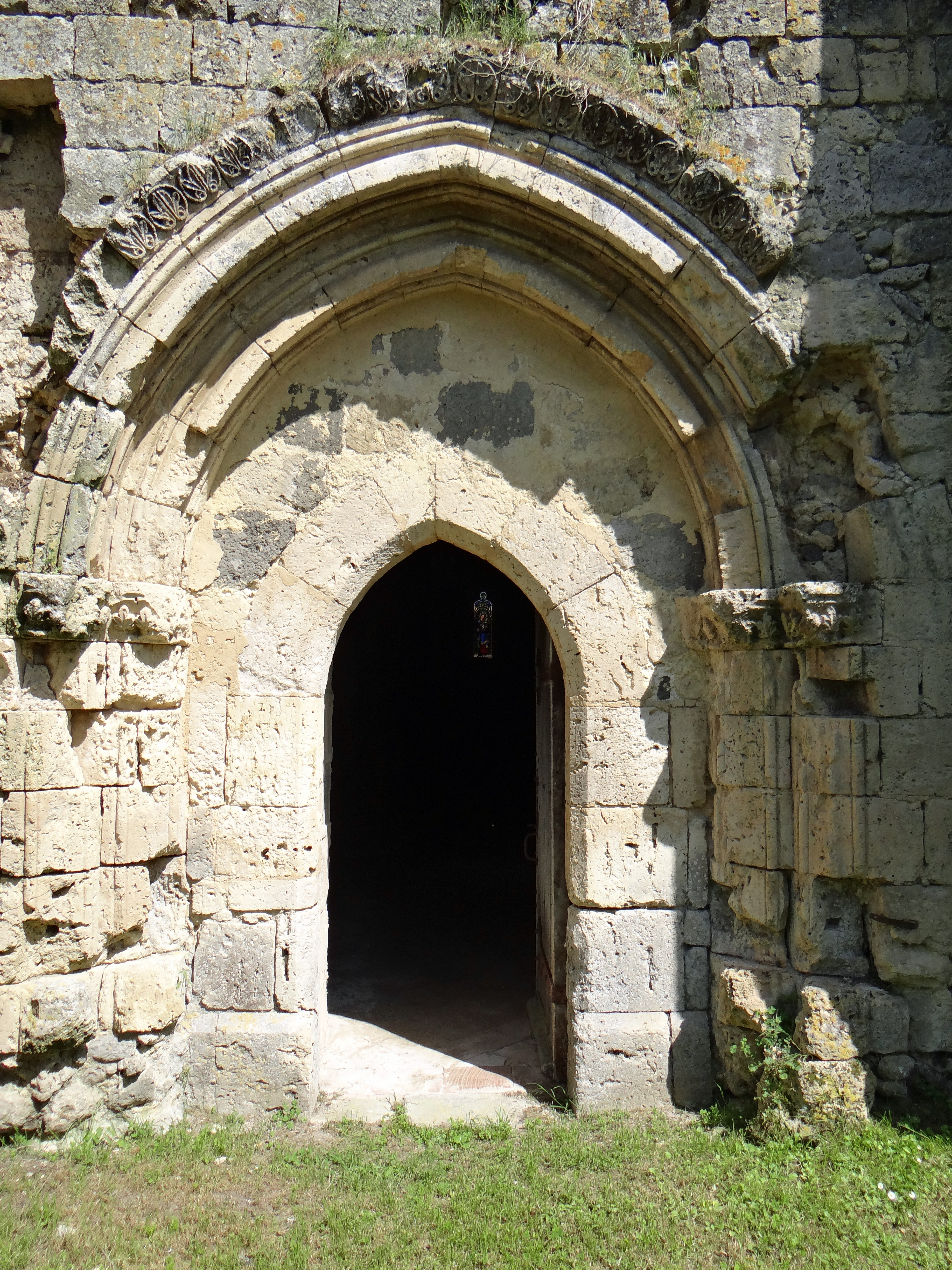
Portail occidental
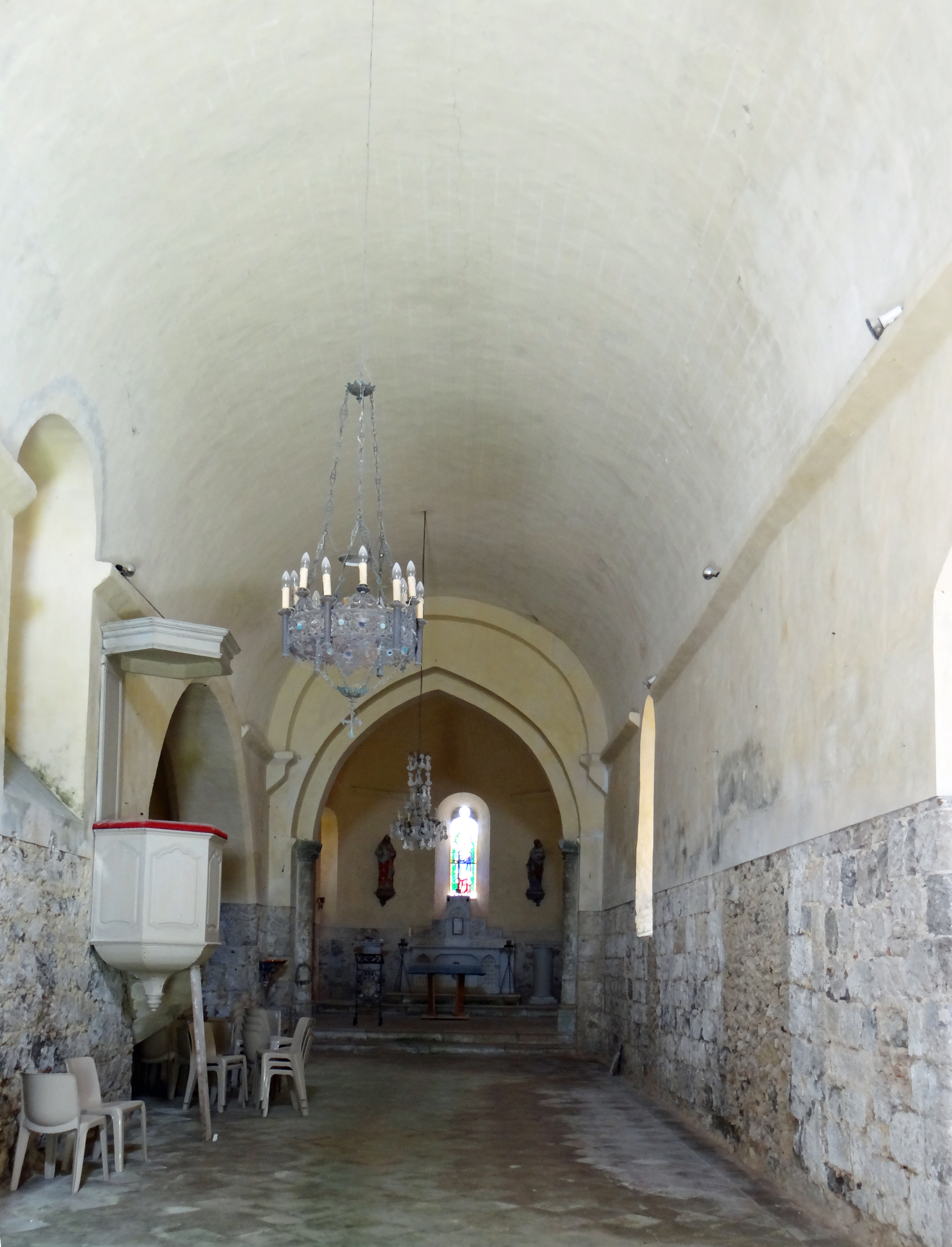
Nef
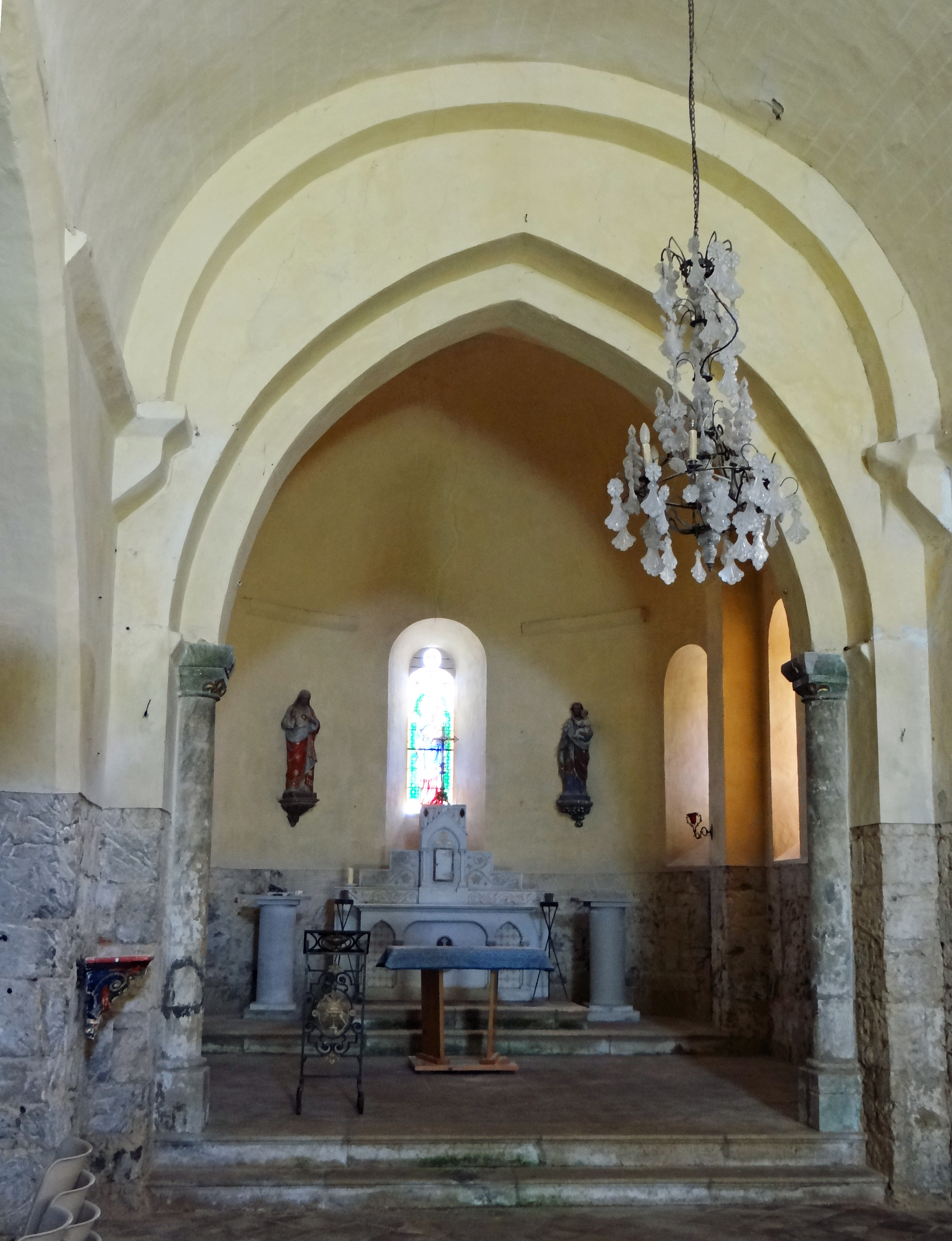
Le chœur

## Vitraux
Plusieurs vitraux ont été installés dans l'église représentant la Vierge à l'Enfant, le Sacré-Cœur, saint Joseph et l'Enfant Jésus bénissant, saint Augustin, saint Pierre, saint Paul, sainte Madeleine. Des vitraux sont signés "L. Brun Condom".

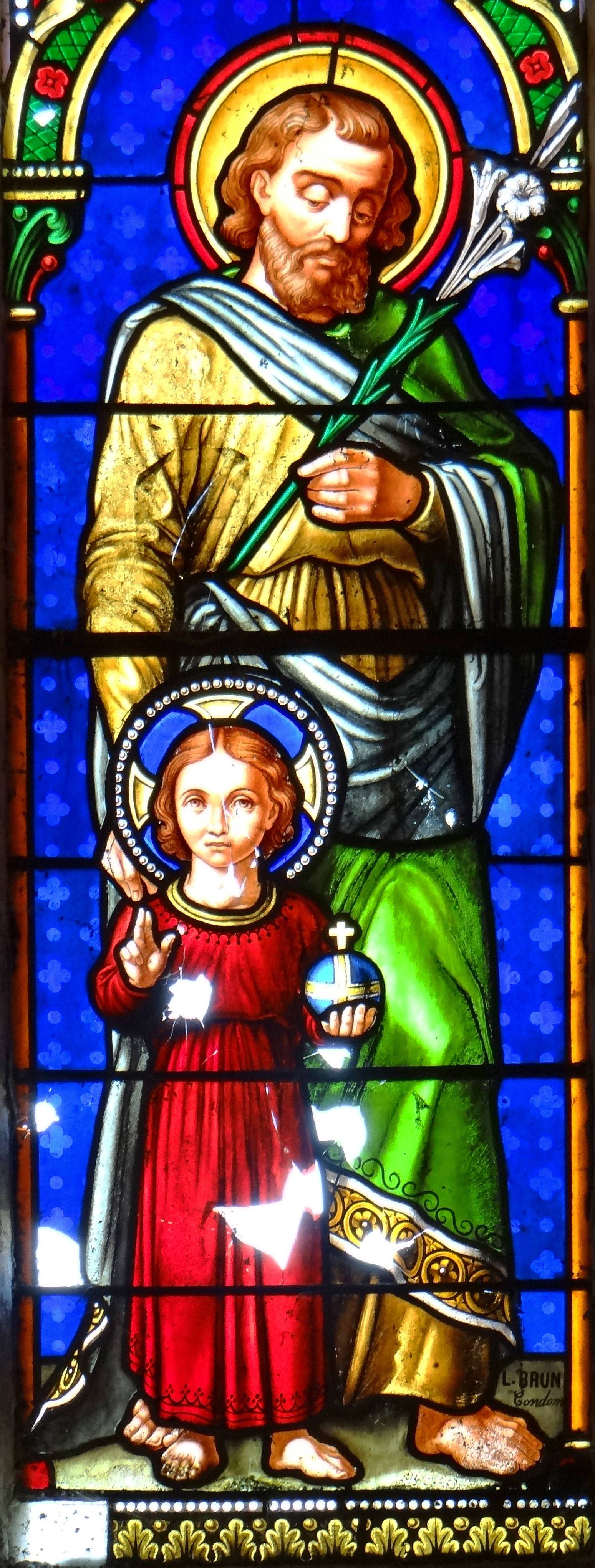
Vitrail : Saint Joseph et l'Enfant jésus, signé « L. Brun Condom »
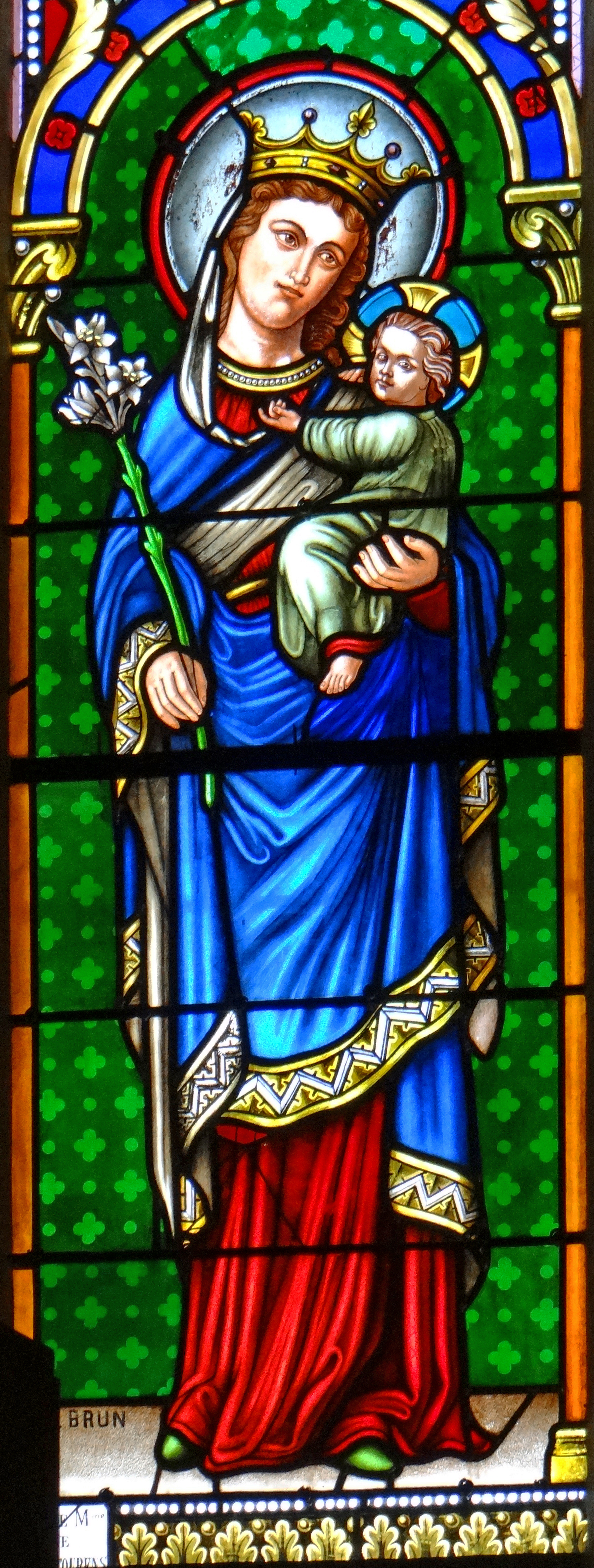
Vitrail : Vierge à l'Enfant signé « Brun »